# Urządzenie pływające

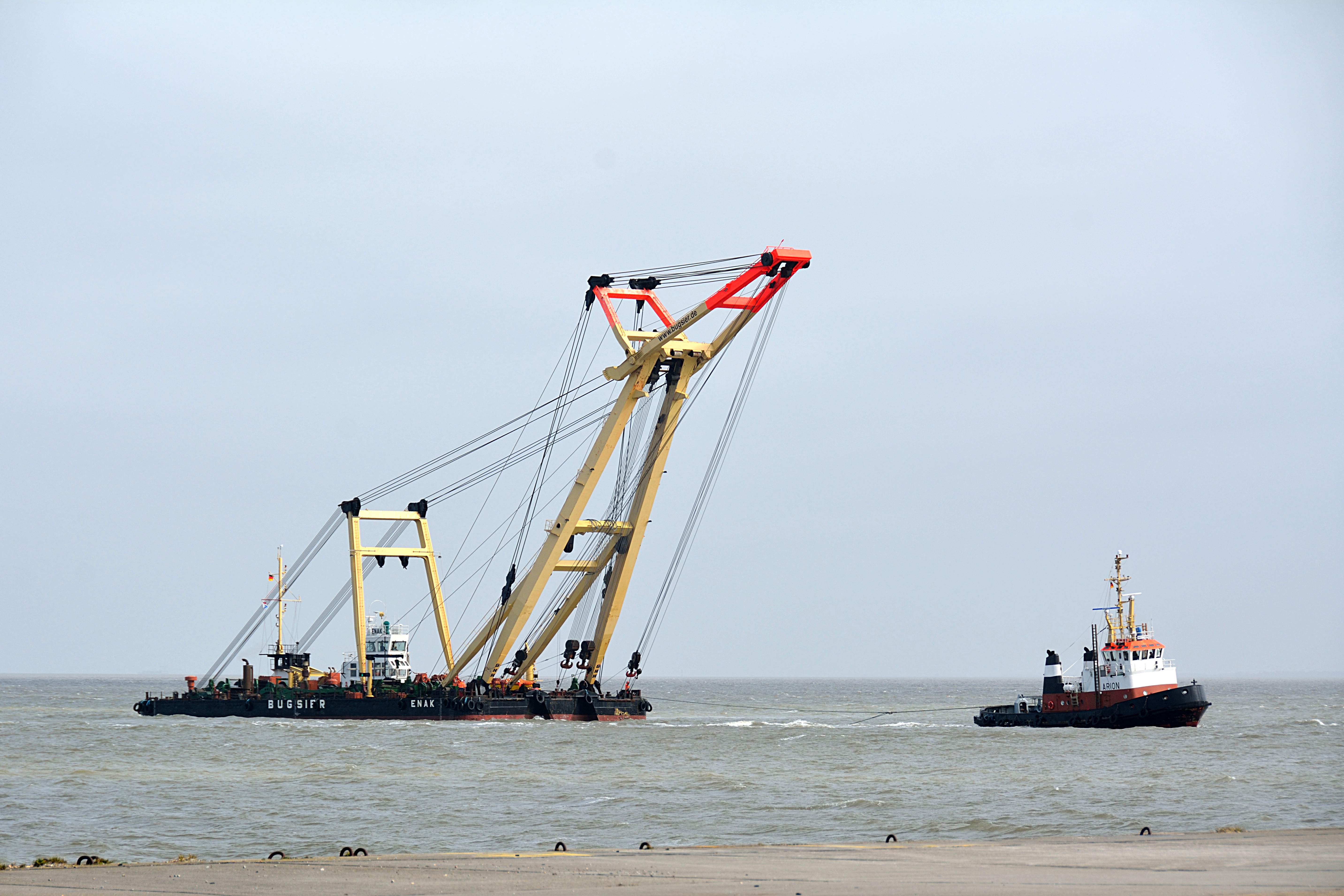
Dźwig pływający „Enak” ciągnięty przez holownik, port w Cuxhafen

Urządzenie pływające – oznacza konstrukcję pływającą, na której znajdują się urządzenia robocze, takie jak dźwigi, pogłębiarki, kafary lub podnośniki.